# Animalia (2023, Sofia Alaoui)
Animalia ist ein Science-Fiction- und Mystery-Thriller von Sofia Alaoui. In dem Endzeitfilm durchläuft die schwangere Protagonistin eine spirituelle Transformation, als übernatürliche Ereignisse auf der Erde ein Chaos auslösen. Die Premiere von Animalia fand im Januar 2023 beim Sundance Film Festival statt. Der Kinostart in Frankreich erfolgte im August 2023.

## Handlung
Die junge Itto, eine Berberfrau aus einfachen Verhältnissen, ist seit kurzem mit Amine verheiratet. Er ist der Sohn eines Caïd aus Imilchil, einer kleinen Stadt im marokkanischen Atlasgebirge. Seine Eltern erachten seine neue Ehefrau daher als nicht geeignet für ihren Sohn. Itto ist schwanger von ihm, doch Amine ist oft geschäftlich auf Reisen. Während seiner Abwesenheit verbringt die junge Frau die meiste Zeit damit, allein in der luxuriösen Villa umherzuwandern, isoliert vom Rest der Welt.
Als Itto eines Tages allein zu Hause in der Familienvilla ist, weil sich der Rest der Familie gerade auf Geschäftsreise befindet, ereignen sich seltsame Wetterphänomene, und ein Chaos bricht auf der Erde aus. Hubschrauber, gepanzerte Fahrzeuge und bewaffnete Truppen tauchen im Dorf auf und riegeln es ab. Die Menschen werden unter Quarantäne gestellt.

## Produktion

### Filmstab, Besetzung und Dreharbeiten
Bei Animalia handelt es sich um das Spielfilmdebüt der französisch-marokkanischen Filmemacherin Sofia Alaoui. Sie wurde in Casablanca geboren. Ihr Vater ist Marokkaner, ihre Mutter Französin. Nach ihrem Schulabschluss in Casablanca zog sie nach Paris und studierte Film, kehrte aber 2017 wieder nach Marokko zurück, um ihre eigene Produktionsfirma Jiango Films aufzubauen.
Alaoui machte sich insbesondere mit ihrem Kurzfilm Qu’importe si les bêtes meurent aus dem Jahr 2020 einen Namen. Der ebenfalls in der Berber-Sprache gedrehte Film gewann beim Sundance Film Festival den Großen Preis der Jury, und zudem wurde er beim César als bester Kurzfilm ausgezeichnet.

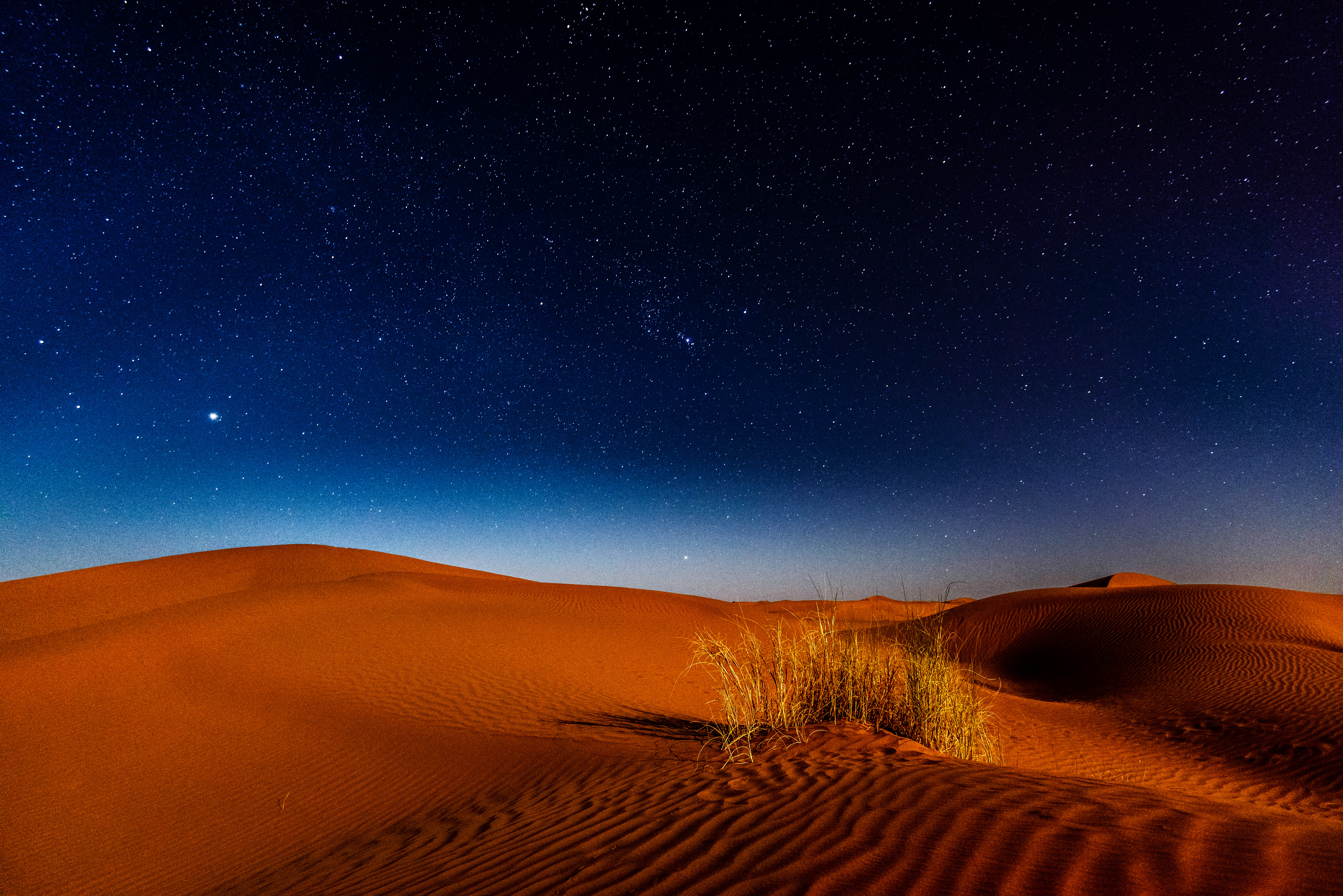
Gedreht wurde Animalia im Atlas-Gebirge in Marokko

Die meisten Darsteller in Animalia sind Laienschauspieler. Oumaïma Barid spielt Itto und Mehdi Debhi deren Ehemann Amine, der Sohn eines Caïd aus Imilchil, einer kleinen Stadt im marokkanischen Atlasgebirge. Souad Khouyi spielt Ittos Schwiegermutter Hajar. Fouad Oughaou, der den Hotelangestellten Fouad spielt, der Itto seinen Roller leiht, damit sie zu Amine gelangen kann, war bereits in Alaouis Kurzfilm Qu’importe si les bêtes meurent zu sehen. Moha Oughaou spielt einen Imam, der in der Nähe ihres Hauses lebt und den Bewohnern der kleinen Stadt nach den jüngsten Ereignissen empfiehlt, auf Gott zu vertrauen. Er ist Fouad Oughaous Vater und spielte diesen auch in Qu’importe si les bêtes meurent. In weiteren Rollen sind Rajaa Essaaidi als Noor und Az Elarab Kaghat als Mustapha zu sehen.
Der Film wurde in Marokko gedreht. Der französische Kameramann Noé Bach arbeitete mit der Regisseurin bereits für Qu’importe si les bêtes meurent zusammen und hiernach unter anderem mit Charline Bourgeois-Tacquet für deren Film Der Sommer mit Anaïs.

### Filmmusik und Soundtrack-Album
Die Filmmusik komponierte der Tunesier Amine Bouhafa. Er wurde für seine Arbeit an Abderrahmane Sissakos Film Timbuktu im Jahr 2015 mit dem César ausgezeichnet und war zuletzt für Gagarin – Einmal schwerelos und zurück, Mit 20 wirst du sterben, Under the Fig Trees, Die vergessenen Kämpfer und Olfas Töchter tätig. Das Soundtrack-Album mit insgesamt 13 Musikstücken wurden Mitte August 2023 von 22D Music als Download veröffentlicht.

### Veröffentlichung
Der Film feierte am 20. Januar 2023 beim Sundance Film Festival seine Premiere. Ab Ende Juni 2023 wurde er beim Internationalen Filmfestival Karlovy Vary und beim Filmfest München gezeigt. Anfang Juli 2023 erfolgten Vorstellungen beim Neuchâtel International Fantastic Film Festival und im weiteren Verlauf des Monats beim Guanajuato International Film Festival. Am 9. August 2023 kam der Film in die französischen Kinos. Ebenfalls im August 2023 wurde er beim Melbourne International Film Festival gezeigt, im September 2023 beim Calgary International Film Festival und hiernach beim Vancouver International Film Festival und beim London Film Festival. Ab Ende November 2023 erfolgten Vorstellungen beim Marrakech International Film Festival. Anfang Januar 2024 wird er beim Palm Springs International Film Festival gezeigt. Der Kinostart in Österreich ist am 11. Januar 2024 geplant.

## Rezeption

### Kritiken
Von den bei Rotten Tomatoes aufgeführten Kritiken sind alle positiv bei einer durchschnittlichen Bewertung mit 7,7 von 10 möglichen Punkten.

### Auszeichnungen
Calgary International Film Festival 2023
- Auszeichnung als Bester Internationaler Spielfilm (Sofia Alaoui)[13]

Filmfest München 2023
- Nominierung für den CineVision Award (Sofia Alaoui)[3]

Internationales Filmfestival von Stockholm 2023
- Nominierung für das Bronzene Pferd im Wettbewerb[20]

Internationales Filmfestival Thessaloniki 2023
- Nominierung für den Goldenen Alexander im Internationalen Wettbewerb[21]

Noir in Festival 2023
- Lobende Erwähnung beim Black Panther Award (Sofia Alaoui)[22]

Palm Springs International Film Festival 2024
- Lobende Erwähnung beim New Voices New Visions Award[23]

Sundance Film Festival 2023
- Nominierung im World Cinema Dramatic Competition (Sofia Alaoui)
- Auszeichnung mit dem Sonderpreis der Jury im World Cinema Dramatic Competition (Sofia Alaoui)